# عيد حوراني
الدكتور عيد حوراني (بالفرنسية: Eid Hourany)‏ (18 آذار 1940 - 17 تشرين الثاني 2008)، عالم في الفيزياء النووية أكمل سنوات دراسته الجامعيّة الأولى في الجامعة اللبنانيّة ونال شهادة الكتوراة الدوليّة بتفوق في علم الذرّة من جامعة أورسيه في فرنسا. عمل أستاذ جامعي ومدير قسم الفيزياء في كلّيّة العلوم في الجامعة اللبناية من بداية السبعينات حتى سنة 1982 حين ترك لبنان مع عائلته واستقر في فرنسا. التحق بالمجلس الوطني للبحوث العلمية الفرنسيّة في مركز أورسيه.

## حياته
ولد عام 1940 في قرية يارون وهي قرية لبنانيّة تقع في جنوب لبنان

## وفاته
توفي في فرنسا في 17 تشرين الثاني 2008 بعد إصابنة بمرض اللوكيميا.